# Путамица
Путамица (также Бал-Алма; укр. Путаміца, крымскотат. Putamisa, Путамиса) — маловодная балка (река) на Южном берегу Крыма, на территории городского округа Ялта, правый приток реки Дерекойка. Длина водотока 0,8 километра, площадь водосборного бассейна — 24,7 км², среднемноголетний сток в устье составляет 0,225 м³/сек. Путамица образуется слиянием рек Темиар (также Суат, Демьяры) справа и Бабу — слева; согласно справочнику «Поверхностные водные объекты Крыма», у реки 1 безымянный приток, длиной менее 5 километров.

## Название
Название Путамица происходит от греческого «потамос» — река, в справочнике «Поверхностные водные объекты Крыма» и других современных работах фигурирует под этим именем. В работе «Обзор речных долин горной части Крыма» Николая Рухлова употребляется вариант Бал-Алма.

## География
Согласно современным документам Путамица образуется слиянием рек Темиар справа и Бабу слева (у Рухлова составляющие — Темиар-Узень и Сиамис, или Бабу-узень). Путамица впадает в Дерекойку в черте Ялты в 2,9 километрах от устья (по Брокгаузу и путеводителю 1929 года — в Гуву), водоохранная зона реки установлена в 50 м.